# 夏威夷浪花銀漢魚
夏威夷浪花銀漢魚，為輻鰭魚綱銀漢魚目擬銀漢魚科的其中一種，被IUCN列為瀕危保育類動物，分布於太平洋馬紹爾群島、夏威夷群島及拉帕環礁海域，為熱帶海水魚，深度0-2公尺，體長可達5公分，棲息在珊瑚礁、岩礁激浪區的表層水域，生活習性不明。